# OGLE-2005-BLG-390Lb
OGLE-2005-BLG-390Lb is een aardachtige exoplaneet, gelegen op 20.000 lichtjaar van de aarde bij een ster in het sterrenbeeld Boogschutter, nabij het centrum van de Melkweg. De ontdekking van de planeet door PLANET/RoboNet, OGLE en
MOA werd op 25 januari 2006 aangekondigd.

## Fysieke kenmerken
De planeet heeft een massa van ongeveer vijfmaal die van de aarde, overigens met een grote foutenmarge: het kan ook tot tweemaal meer of tweemaal minder zijn. De planeet heeft een steenachtige kern, die in samenstelling vermoedelijk veel op de aardmantel lijkt, en beschikt waarschijnlijk over een dunne atmosfeer. Vanwege haar verre omloopbaan rondom een koele rode dwerg, waaromheen zij in ongeveer tien jaar een omloop maakt, heeft de planeet waarschijnlijk een zeer lage oppervlaktetemperatuur in de orde van 50 K (-223 graden Celsius), hetgeen betekent dat de oppervlakte waarschijnlijk bedekt is met een dikke laag ijs - mogelijkerwijze in combinatie met bevroren methaan. De planeet bevindt zich op een afstand van ongeveer 2,5 astronomische eenheden (AE) van haar ster. Tot de ontdekking van deze planeet waren er nog geen kleine exoplaneten ontdekt die zich op een afstand van meer dan 0,15 AE van hun moederster bevinden.
"Het onderzoeksteam heeft de meest aard-gelijke planeet gevonden, die tot dusver is ontdekt," aldus Michael Turner, assistent-directeur bij de National Science Foundation. Vóór deze ontdekking was Gliese 876 d de kleinst ontdekte, om een normale ster draaiende exoplaneet, met een massa van ongeveer 7,5 keer die van de aarde. (Er waren ook wel enkele andere planeten ontdekt die niet veel groter dan de aarde zijn, maar die draaien alle om stervende neutronensterren.)

## Voorgeschiedenis

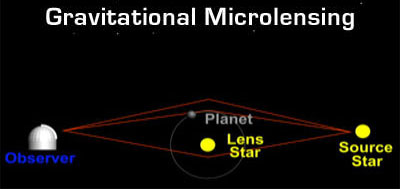
Een illustratie van NASA van gravitationele microlensing. Licht van een verre ster wordt afgebogen door het zwaartekrachtsveld van een tussengelegen ster op de voorgrond en de daarom draaiende planeet, hetgeen leidt tot ten minste drie verwrongen beelden. De verandering van hun hoek aan de hemel stemt overeen met een waarneembare verhoging van de helderheid van de waargenomen bronster.

OGLE-2005-BLG-390Lb is de eerste exoplaneet die ontdekt werd, welke in massa en opbouw redelijk veel op de aarde lijkt. De planeet werd ontdekt met een netwerk van telescopen over de gehele wereld, waaronder de Deense ESO telescoop met een spiegeldiameter van 1,54 m te La Silla in Chili, met gebruikmaking van de techniek van "gravitationele microlensing". Deze techniek maakt gebruik van de gelegenheid waarbij licht van een verre ster gebogen en versterkt wordt door het zwaartekrachtsveld van een zich meer op de voorgrond bevindende ster. De aanwezigheid van een planeet in de buurt van die zich op de voorgrond bevindende ster leidt ertoe dat het licht van de verre ster gedurende korte tijd een stuk helderder wordt.
De astronomen zijn zeer blij met de ontdekking van deze planeet, die als het eerste voorbeeld kan gelden van een nieuwe klasse kleine, steenachtige planeten op relatief grote afstand van hun moederster.

## Verdere ontdekkingen
Het onderzoeksteam heeft tot dusverre 9 exoplaneten ontdekt: 5 met de Dopplermethode en 4 met de methode van microlensing.
Op 4 december 2008 werd de ontdekking bekendgemaakt van een nieuwe exoplaneet door drie jonge Leidse studenten: OGLE2-TR-L9b in het zuidelijke sterrenbeeld Carina, eveneens via microlensing.